# Силач (фільм)
Силач (англ. The Strong Man) — американська кінокомедія режисера Френка Капра 1926 року.

## Сюжет
Лагідний бельгійський солдат, який воює в Першій світовій війні, отримує листи й фотографію від якоїсь Мері Браун, американської дівчинки, яку він ніколи не зустрічав до цього. Він шалено закохується в неї, попри відстань, яка їх розділяє.

## У ролях
- Гаррі Ленгдон — Пауль Бергот
- Прісцилла Боннер — Мері Браун
- Гертруда Естор — «Лілі» з Бродвею
- Вільям В. Монг — «Святий Джо»
- Роберт МакКім — «Майк» МакДевітт
- Артур Талассо — «Зандо Великий»
- Дуглас Хейг
- Брукс Бенедикт